# Isla de Pagán
La isla Pagán pertenece a la cadena de las islas Marianas del Norte, ubicada a aproximadamente 320 km al norte de Saipán.

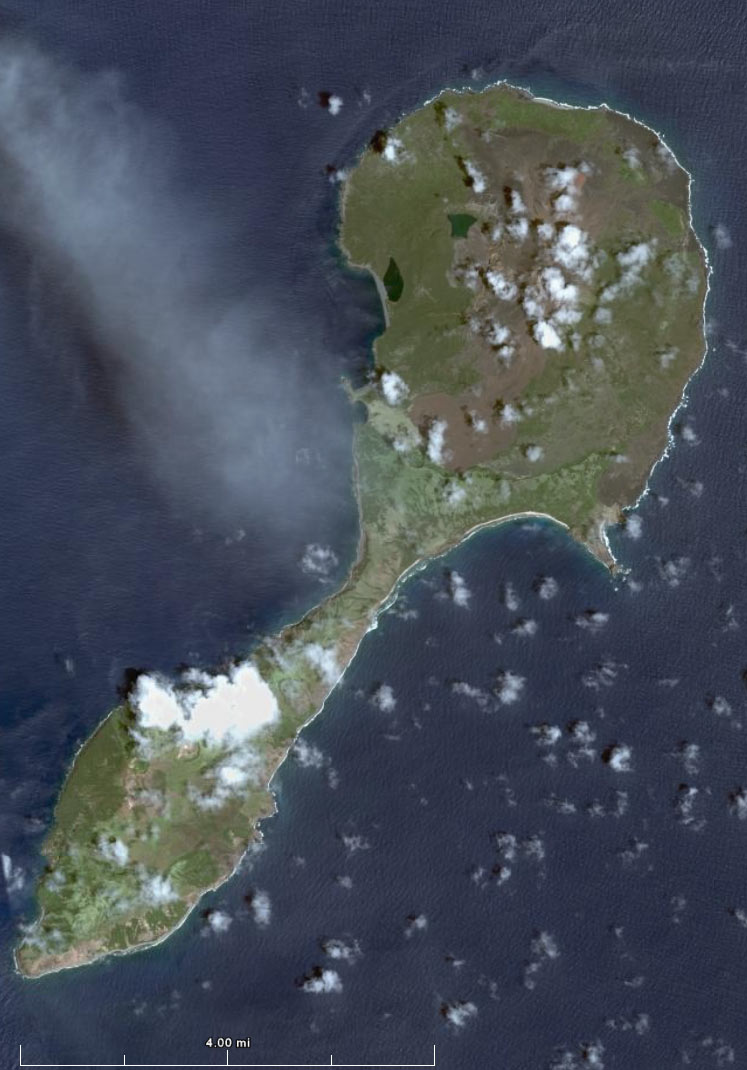

## Características
Tiene una superficie de 47,23 km³, siendo la cuarta en tamaño de las Islas Marianas del Norte. Está formada por dos estratovolcanes, de 570 y 548 m, unidos por una franja de tierra.

## Historia
Habitada desde tiempos históricos, ha pertenecido a España (a través de Guam) y al Imperio alemán. Posteriormente ocupada por Japón, pasó a la administración de la Sociedad de Naciones. Después de la II Guerra Mundial fue ocupada por Estados Unidos, permaneciendo como parte del Territorio en Fideicomiso de las Islas del Pacífico, con el estatus de Estado libre asociado. Políticamente pertenece al Municipio de las islas Marianas del Norte.
En 1981 ocurrió una erupción que obligó a sus habitantes a abandonar la isla, sin embargo en 2006 la Fuerza Aérea de Estados Unidos reconoció fotográficamente la isla, encontrando señas de habitantes, ganado y una pista rudimentaria de aterrizaje.
- Datos: Q1126761
- Multimedia: Pagan Island / Q1126761